# آشپزی کوبایی

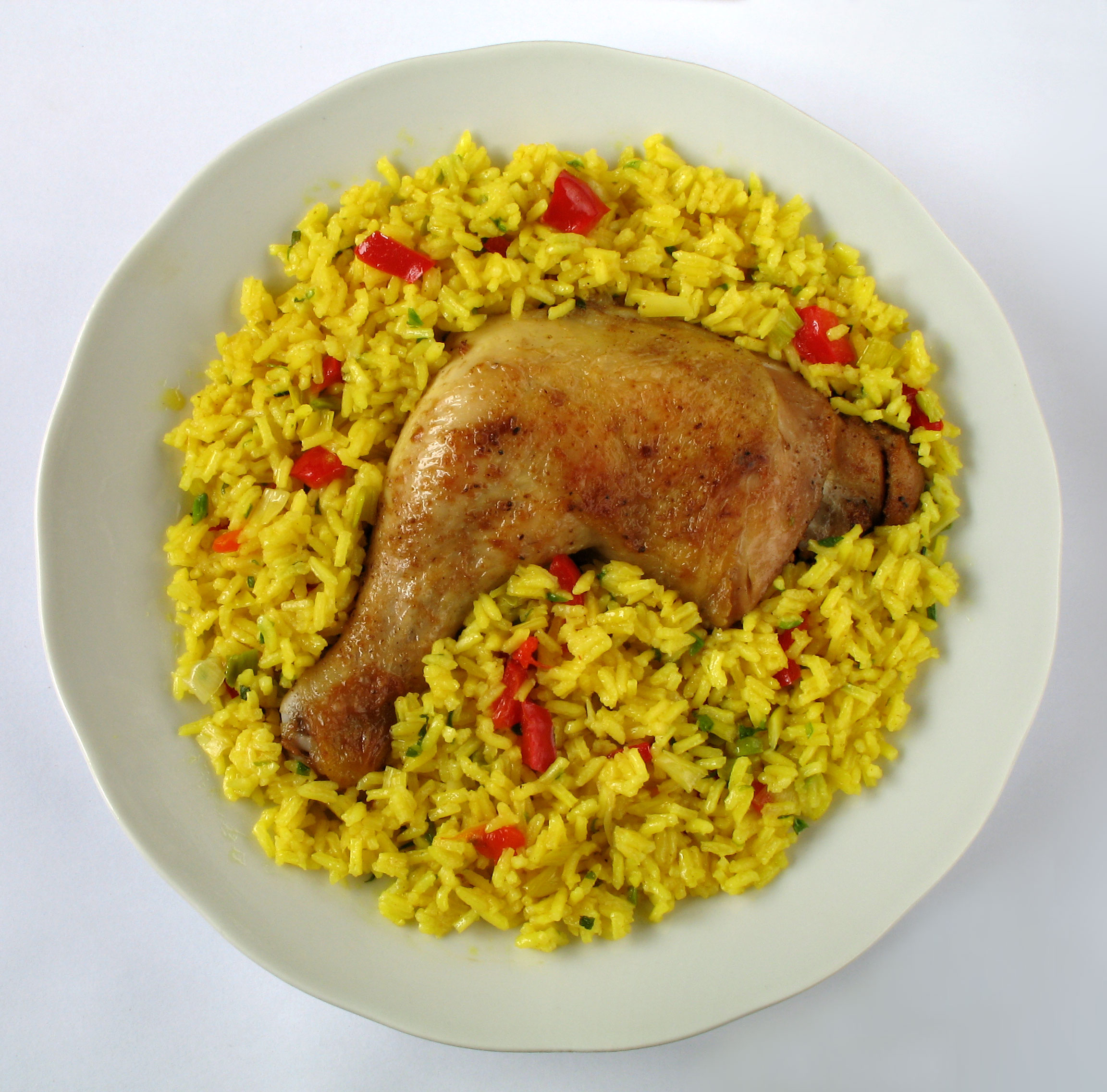
آروز کن پلو (برنج با مرغ)

آشپزی کوبایی عمدتاً بر پایه آشپزی اسپانیایی استوار است و تحت تأثیر آشپزی هندی، آفریقایی و دیگر آشپزی‌های کارائیبی قرار دارد. برخی از دستورهای غذایی کوبایی ادویه‌ها و تکنیک‌هایی را با آشپزی اسپانیایی، تاینو و آفریقایی به اشتراک می‌گذارند و تأثیراتی از کارائیب در ادویه‌ها و طعم‌ها وجود دارد. این موضوع منجر به ترکیبی از چندین تأثیر فرهنگی مختلف می‌شود. همچنین تأثیر کوچک اما قابل توجهی از آشپزی چینی، به ویژه در منطقه هاوانا وجود دارد. تأثیراتی از آشپزی ایتالیایی نیز مشاهده می‌شود. در دوران استعماری، کوبا بندر مهمی برای تجارت بود و اجداد اسپانیایی کوبایی‌ها سنت‌های آشپزی مناطق مختلف اسپانیا را با خود به ارمغان آوردند.

## نمای کلی
به دلیل استعمار کوبا توسط اسپانیا، یکی از تأثیرات اصلی بر روی آشپزی کوبایی از اسپانیا نشأت می‌گیرد. سایر تأثیرات آشپزی شامل تائینو، مردم بومی کوبا، آفریقا، از آفریقایی‌هایی که به عنوان برده به کوبا آورده شدند و فرانسوی‌ها، از مستعمره‌نشینان فرانسوی که از هائیتی به کوبا آمدند، هستند. یکی دیگر از عوامل تأثیرگذار این است که کوبا یک جزیره است که باعث می‌شود غذاهای دریایی تأثیر زیادی بر روی آشپزی کوبایی داشته باشد. همچنین، آب و هوای استوایی کوبا میوه‌ها و سبزیجات ریشه‌ای را تولید می‌کند که در غذاها و وعده‌های کوبایی استفاده می‌شود.
یک وعده غذایی معمول شامل برنج و لوبیا است که یا با هم یا جداگانه پخته می‌شوند. وقتی که با هم پخته می‌شوند، این دستور به نام «کنگری» یا «مورس» یا «مورس و کریستیان‌ها» (لوبیا سیاه و برنج) شناخته می‌شود. اگر جداگانه پخته شوند، به نام «آرز کن فریخولس» (برنج با لوبیا) یا «آرز و فریخولس» (برنج و لوبیا) نامیده می‌شود.

## ساندویچ کوبایی

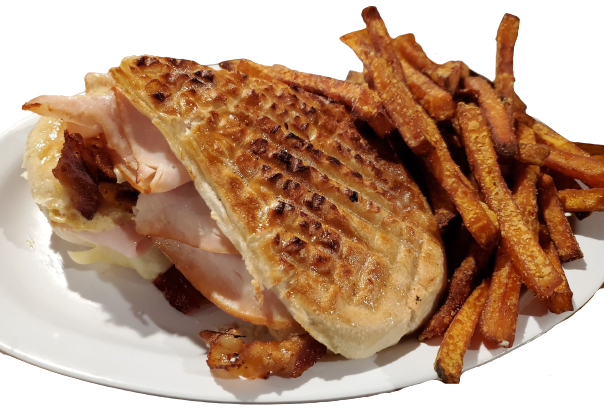
یک ساندویچ کوبایی معمولی

یک ساندویچ کوبایی (که گاهی به آن میستو نیز گفته می‌شود، به ویژه در کوبا) یک غذای محبوب ناهاری است که از جریان آزاد کارگران سیگار بین کوبا و فلوریدا (به ویژه کی وست و محله یبر سیتی در تمپا) در اواخر قرن نوزدهم به وجود آمده و از آن زمان به دیگر جوامع کوبایی-آمریکایی گسترش یافته است.
این ساندویچ بر پایه نان نان کوبایی که به آرامی کره‌مالی شده است، ساخته می‌شود و شامل برش‌های گوشت خوک کبابی، برش‌های نازک ژامون سرانو، پنیر سوئیسی، خیارشور و خردل زرد است. در تامپا، سالامی جنوا به‌طور سنتی با سایر گوشت‌ها لایه‌لایه می‌شود، احتمالاً به دلیل تأثیر مهاجران ایتالیایی که در کنار کوبایی‌ها و اسپانیایی‌ها در یبر سیتی زندگی می‌کردند. گوجه‌فرنگی و کاهو در بسیاری از رستوران‌ها به عنوان افزودنی‌های موجود هستند، اما این‌ها توسط سنت‌گرایان به عنوان آمریکایی‌سازی غیرقابل قبول ساندویچ در نظر گرفته می‌شوند.
پس از آماده‌سازی، ساندویچ کوبایی ممکن است در یک گریل نوع پانینی بدون شیار به نام پلانچا فشرده شود که هم محتویات را گرم می‌کند و هم فشرده می‌سازد.

## فهرست غذاها و خوراکی‌های کوبایی

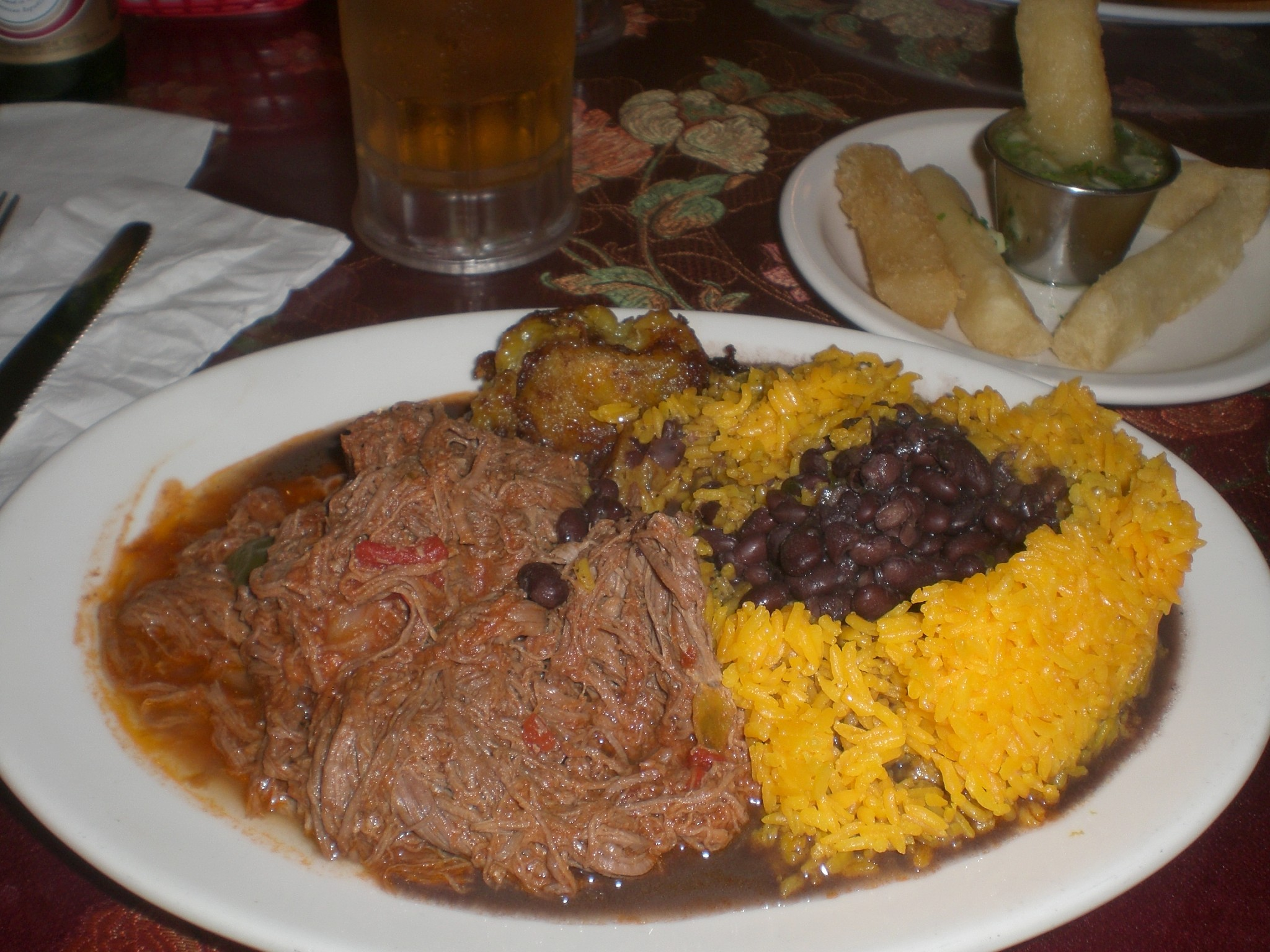
روپا ویِخا (استیک ریش‌ریش شده در سس گوجه فرنگی)، لوبیا سیاه، برنج زرد، موز سبز و یوکای سرخ شده با آبجو

## فهرست نوشیدنی‌های کوبایی

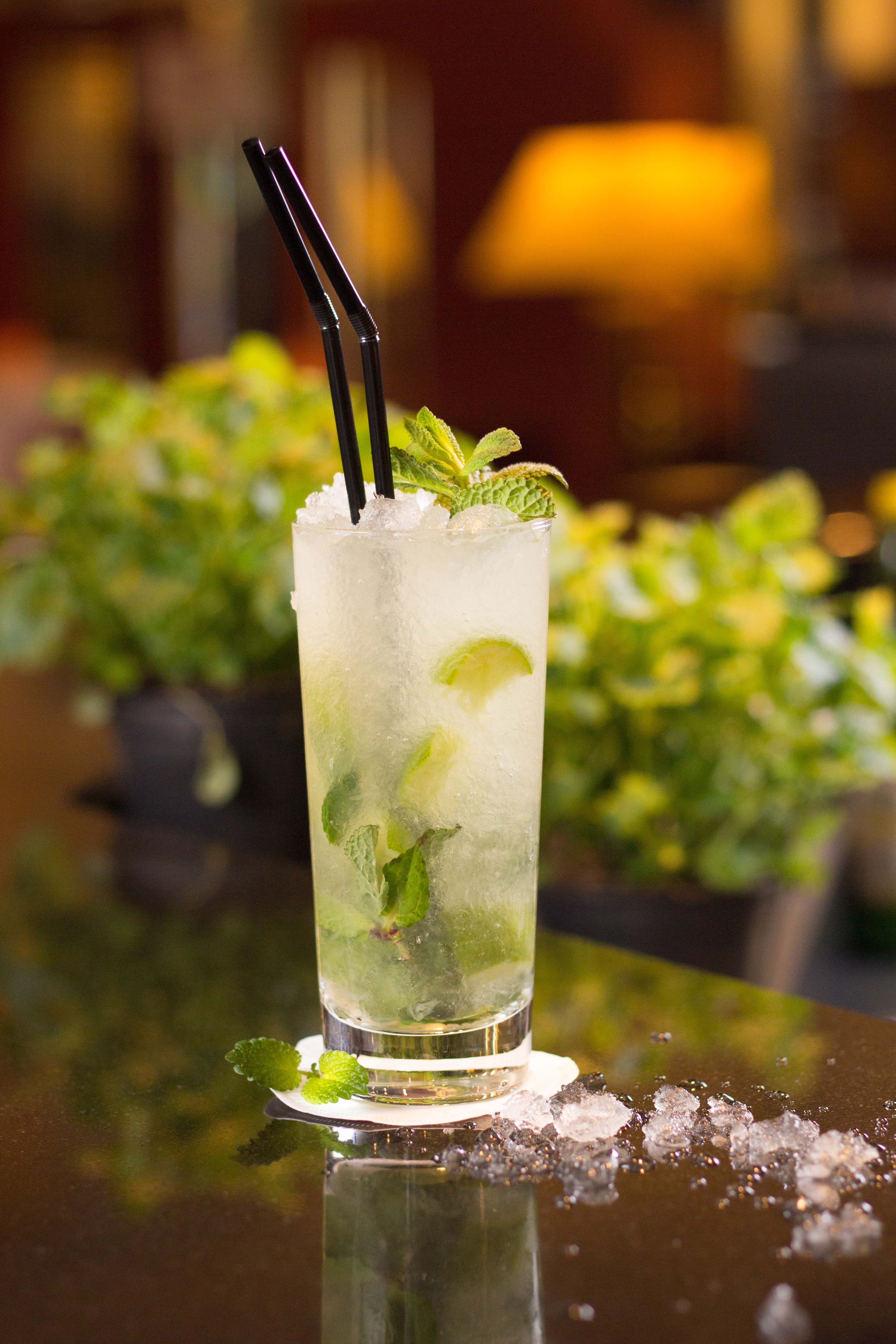
موهیتو

- باتیدو - میلک‌شیک با طعم‌هایی مانند گوانابانا و تریگو (گندم)
- کاراجیلو – اسپرسوی کوبایی، مشروب ۴۳
- کورتادیتو - اسپرسو کوبایی و شیر بخارپز تبخیر شده
- کوبا لیبره – رام، کوکاکولا و لیموترش
- کافه کوبانو – اسپرسو کوبایی
- پینا کولادای کوبایی - رام کهنه، لیموترش، آناناس و شکر
- دایکوری - رام، لیمو، شربت (با میوه‌های مختلف)
- ال پرزیدنته
- گواراپو - آبمیوه تهیه شده از نیشکر فشرده
- آبجو هاتویی
- آیرون‌بیِر
- جوپینیا - نوشابه آناناس
- مالت (نوشیدنی غیرالکلی) - نوشیدنی مالت
- ماتروا
- موهیتو - رام، نعناع، شکر، لیموترش و نوشابه گازدار

## کتابشناسی
- Aróstegui, Gonzalo، و همکاران: Manual del Cocinero Criollo، کوبا، قرن ۱۹م.
- بوخمن، کریستین. «باغ‌های خانگی کوبایی و نقش آنها در تاب‌آوری اجتماعی-اکولوژیکی». بوم‌شناسی انسانی: یک مجله میان‌رشته‌ای ۳۷.6 (2009): ۷۰۵–۷۲۱. ۱۶ ژانویه ۲۰۱۰
- کانسیو-بلو، کارلا. «محبوبیت روزافزون غذاهای کوبایی.» (۲۰۱۲): http://www.cubancuisine.co.uk
- کاریس آلونسو، سینتیا. «طعمی از کوبا: سفری در کوبا و غذاهای لذیذ آن».شابک ‎۹۷۸-۱-۹۴۸۰۶۲-۰۰-۸ انتشارات آپولو، ۲۰۱۸
- فولچ، کریستین. «رستوران‌های مجلل: نژاد در کتاب‌های آشپزی پیش از انقلاب». مجله تحقیقات آمریکای لاتین ۴۳.2 (2008): ۲۰۵–۲۲۳. ۳ فوریه ۲۰۱۰
- هانت، نایجل. «تاریخچه کشاورزی در کوبا.» کشاورزی کوبا. ۲۰۰۸. (۱۳۸۷) وب. ۱۱ فوریه ۲۰۱۰
- موری، جیمز. «آشپزی کوبایی، تاریخ کوبا و غذاهای آنها.» ۲۰۰۹. پایگاه مقالات. وب. ۱۶ ژانویه ۲۰۱۰.
- Reyes Gavilán y Maen, Maria Antonieta: Delicias de la mesa. Manual de Cocina y Reposteria، 12ed. , Ediciones Cultural SA, La Habana, ۱۹۵۲.
- رودریگز، هکتور. «مشخصات غذای کوبایی: تاریخچه غذای کوبایی.» ۲۰۱۰. Latinfood.about.com. وب، ۱۶ ژانویه ۲۰۱۰.
- Villapol, Nitza: Cocina Cubana، 3ed. ،شابک ‎۹۵۹-۰۵-۰۰۴۲-۰، سرمقاله Cientifico-Técnica، هابانا، ۱۹۹۲.
- وارویک، هیو. «انقلاب ارگانیک کوبا». انجمن تحقیقات کاربردی و سیاست عمومی ۱۶:2 (2001): ۵۴–۵۸. ۲۷ فوریه ۲۰۱۰

جنبه‌های تاریخی آشپزی کوبایی
- برنر، فیلیپ، خیمنز، مارگریت، کرک، جان، و لئو گروند، ویلیام. خواننده معاصر کوبا: بازآفرینی انقلاب انتشارات رومن و لیتلفیلد. ۲۰۰۸. (۱۳۸۷)
- هفته‌نامه هارپرز. گرسنگی در کوبا نیویورک تایمز: ۳۰ مه ۱۸۹۷.
- هرناندز، رافائل. نگاهی به کوبا: مقالاتی در باب فرهنگ و جامعه مدنی انتشارات دانشگاه فلوریدا، ۲۰۰۳. ص ۱۰۱
- هوستون، لین ماری. فرهنگ غذایی در سراسر جهان: فرهنگ غذایی در کارائیب. وستپورت، کنتیکت: انتشارات گرینوود، ۲۰۰۵. صفحه ۱۱۵–۱۱۶.
- ماریا جوزفا لوریا د اوهیگینز. طعمی از کوبای قدیم: بیش از ۱۵۰ دستور پخت غذاهای خوشمزه، اصیل و سنتی، همراه با بازتاب‌ها و خاطرات. نیویورک: انتشارات هارپرکالینز. ۱۹۹۴ میلادی.
- پیرونی، آندره‌آ و پرایس، لیزا ال. خوردن و درمان: غذای سنتی به عنوان دارو. نیویورک، ۲۰۰۶. شرکت انتشارات هاورث
- رندلمن، مری یو. و شوارتز، جوآن، خاطرات یک آشپزخانه کوبایی: بیش از ۲۰۰ دستور غذای کلاسیک. نیویورک: مک‌میلان. ۱۹۹۲ میلادی.